# TVV 1–2
Die TVV 1–2 waren Schlepptender-Dampflokomotiven der Theißbahn (Tiszavidéki Vasút, TVV).
Die Theißbahn beschaffte kurz vor ihrer Verstaatlichung 1879 zwei zweifach gekuppelte Schlepptenderlokomotiven für die Strecke von  Mezőtúr nach Szarvas. Die beiden von der Lokomotivfabrik der StEG gelieferten Maschinen hatten Innenrahmen und Außentriebwerk. Aus Gewichtsgründen waren die sonstigen Dimensionen der Fahrzeuge eher bescheiden.
Die ungarischen Staatsbahnen (MÁV) bezeichneten die beiden Fahrzeuge nach der Verstaatlichung der TVV als Kategorie IX mit den Betriebsnummern 5131 und 5132. Ab 1911 hießen die Lokomotiven 274,001–002.
Die 274,001 kam nach dem Ersten Weltkrieg zu den CFR nach Rumänien, die 274,002 verblieb in Ungarn und wurde 1927 ausgemustert.